# أوبلوموف (رواية)
أوبلوموف (الروسية: Обломов) هي الرواية الثانية للكاتب الروسي إيفان غونتشاروف. نُشرت لأول مرة في عام 1859. الشخصية الرئيسية في هذه الرواية هي إيليا إلييتش أوبلوموف. أوبلوموف هو شاب وكريم من طبقة النبلاء، لا يظهر عليه أنه قادر على أخذ أي قرار مهم أو على القيام بفعل ما ذي قيمة تُذكر. عبر صفحات الكتاب، قلما غادر غرفته وقلما غادر سريره. خلال الخمسين صفحة الأولى من الكتاب، لم يتجاوز ما قام به، قيامُه من سريره إلى كرسيه. اعتُبر الكتاب سخرية من النخبة المثقفة الروسية.
صارت الرواية شعبية بعد نشرها، كما صار بعض من شخصياتها ومعالمها جزءا من الثقافة واللغة الروسيتين.

## الانشاء ثم النشر
فكر غونتشاروف أول مرة في كتابة أوبلوموف خلال منتصف أربعينيات القرن التاسع عشر، مباشرة بعد نشره لروايته الأولىقصة اعتيادية. في عام 1849، كتب رواية عنوانها حلقة من رواية غير منتهية : حلم أوبلوموف. هي قصة قصيرة نُشرت في المجلة الأدبية المعاصر. في هذا العام، ابتدأ غونتشاروف كتابة روايته أوبلوموف، والتي نُشرت عشر سنوات بعد ذلك. شكلت الرواية القصيرة الأولى حلم أوبلوموف المقطع التاسع من الجزء الأول.

## مجرى الرواية
تعرض الرواية حياة الشخصية الرئيسية إيليا إلييتش أوبلوموف. أوبلوموف هو عضو من الطبقة المتوسطة العليا، وابن مالك لقطع أرضية واسعة في روسيا، خلال القرن التاسع عشر. أوبلوموف يدير شؤون حياته ممتدا على سريره.
يجد الجزء الأول من الرواية أوبلوموف ممتدا على سريره، في صباح ما. تلقى رسالة من مدير ممتلكاته العقارية (التي تسمى أبلوموفكا)، مبينا له أن الوضعية المالية في أبلوموفكا تزداد سوءا على سوء، وأن عليه زيارة ممتلكاته تلك، من أجل الحسم في بعض من القرارت المهمة. ولكن أوبلوموف لا يستطيع مغادرة سريره إلا بمشقة الأنفس، فما بالك من السفر لعدة آلاف كيلومترا، في عمق القرية الروسية.

## الشخصيات
- إيليا إلييتش أوبلوموف،
- أندري ايفانوفيتش ستولتز، هو صديق أوبلوموف الحميم منذ الطفولة. في نهاية الرواية، تزوج من أولغا. الابن الوحيد من أب ألماني وأم روسية. ذهب إلى نفس المدرسة التي ذهب إليها أوبلوموف. عادة ما كان ستولتز يزور عائلة أوبلوموف.
- أولغا، قدمها ستولتز إلى أوبلوموف راجيا من خلال ذلك إصلاحه.
- زاخار،
- أغافيا بشينيتسينا،
- تارانتييف وإيفان ماتفييفيتش

## التغيرات الاجتماعية في روسيا
صمم غونتشاروف كتاب أوبلوموف وصفا للطبيعة الإنسانية وليس انتقادا للمجتمع الروسي. انظر إلى القنانة في روسيا.

## الترجمة
ترجم رواية أوبلوموف إلى الإنجليزية عام 1915، الكاتب والجندي البريطاني شارل جيمس هوغارث.